# Opel Ampera-e
Az Opel Ampera-e akkumulátoros elektromos autótípus, melyet 2017-től 2019-ig gyártottak.

## A modell története és leírása
Két évvel az Opel Ampera gyártásának leállítása után az Opel úgy döntött, hogy újra használatba veszi az Ampera nevet, de hozzáfűztek egy e betűt, ezzel is hangsúlyozva, hogy ez tisztán elektromos autótípus. Az amerikai Chevrolet Bolt európai változata. A hivatalos premierre 2016 őszén került sor a Párizsi Autószalonon.

### Eladás
Az Opel Ampera-e értékesítése 2017 áprilisában kezdődött. Norvégiában és Hollandiában különösen sok megrendelés érkezett a típusra. Ez az utolsó modell, amelyet az Opel a General Motors részeként tervezett meg. Az amerikai Chevrolet-gyárakból való behozatala 2019-ben ért véget. Szerepét utódja, a Corsa-e vette át.

### Műszaki adatok
Az Opel Ampera-e teljesen elektromos hajtáslánca az autó padlójában hosszirányban elhelyezett akkumulátorból nyeri az energiát. Teljesítménye 60 kWh, nyomatéka 360 Nm. A hatótávolsága mintegy 500 kilométer. Egyes teszteken azonban ennél 200 kilométerrel magasabb értéket sikerült elérni.

## Képtár

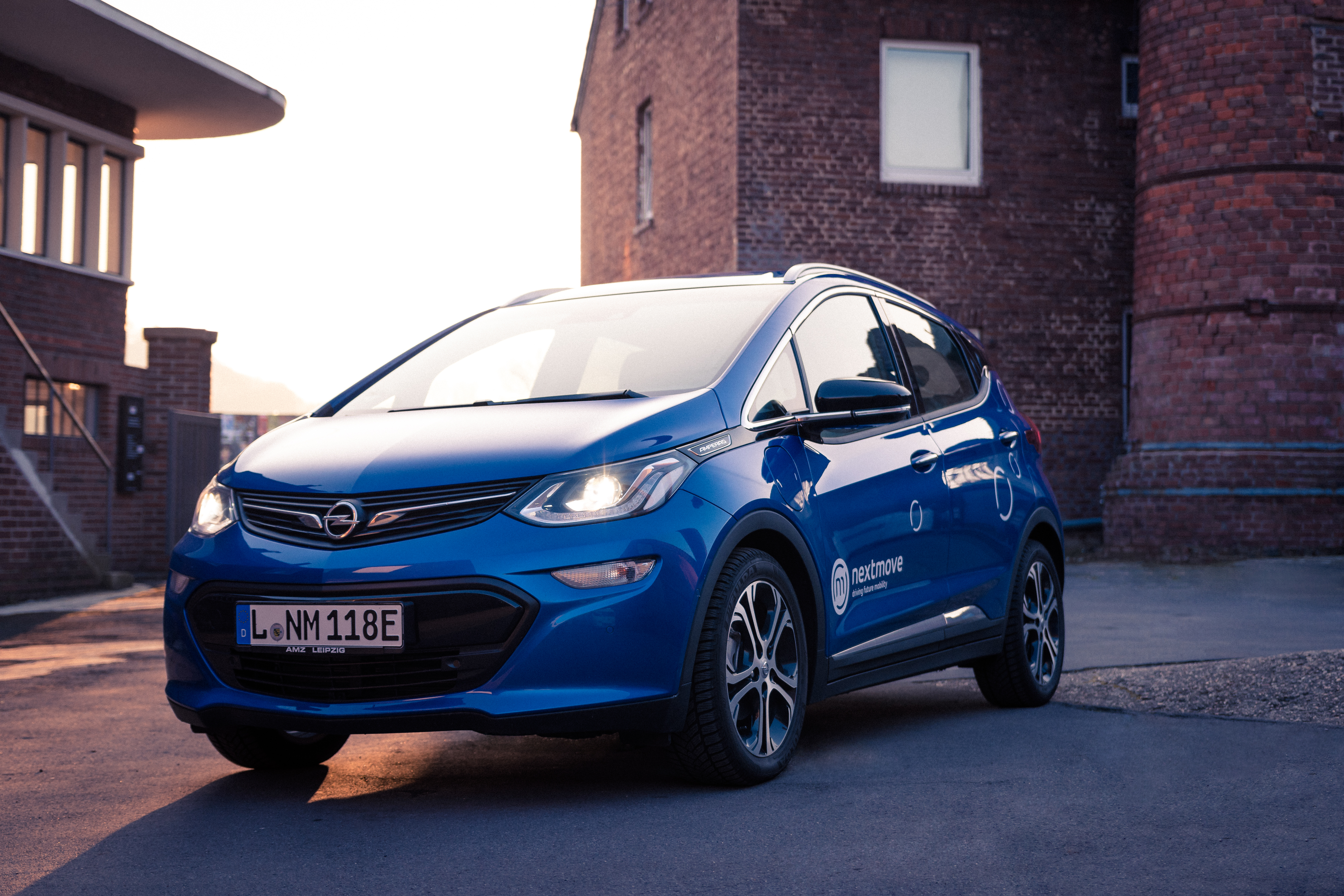
Elölnézetből
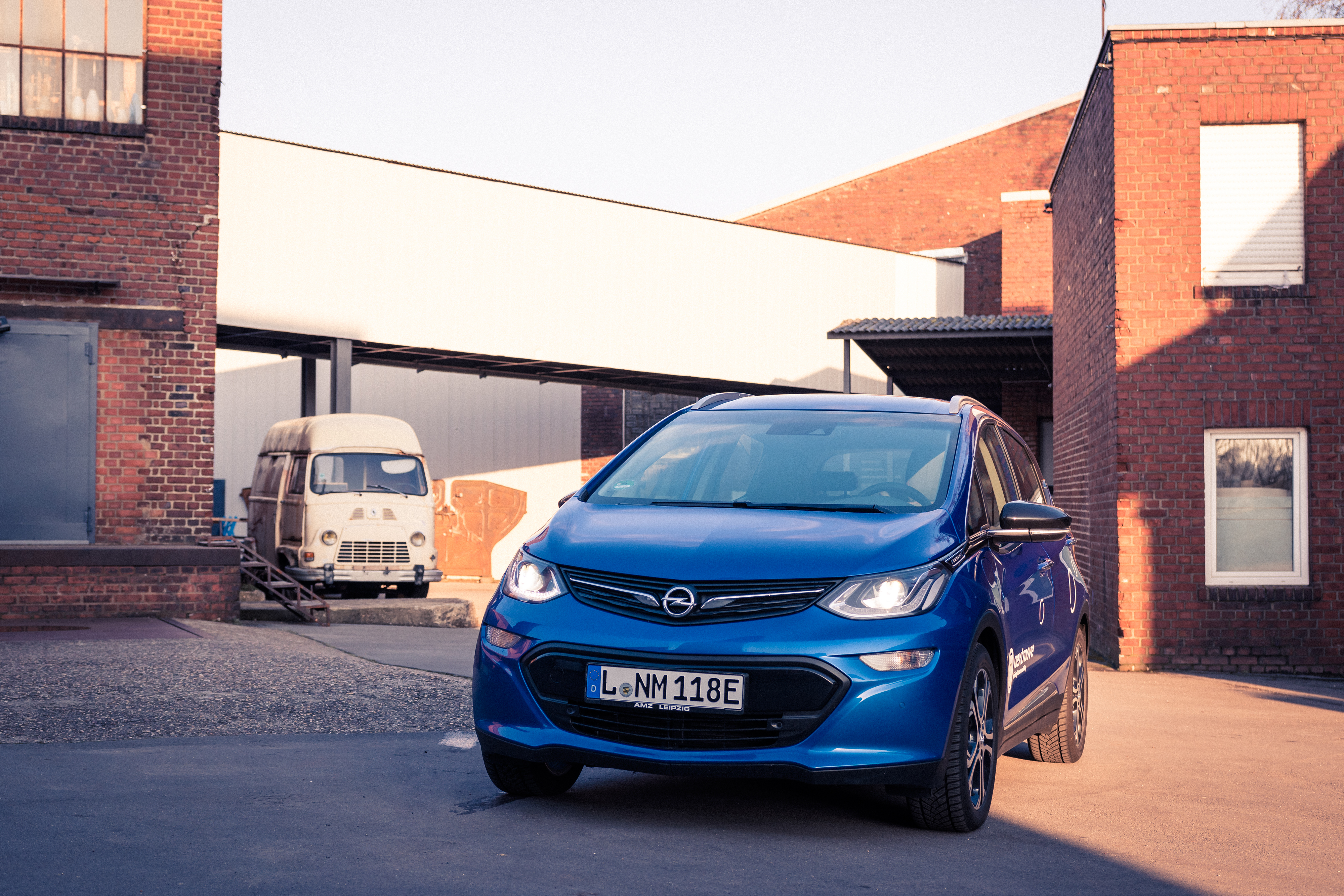
Elölnézetből
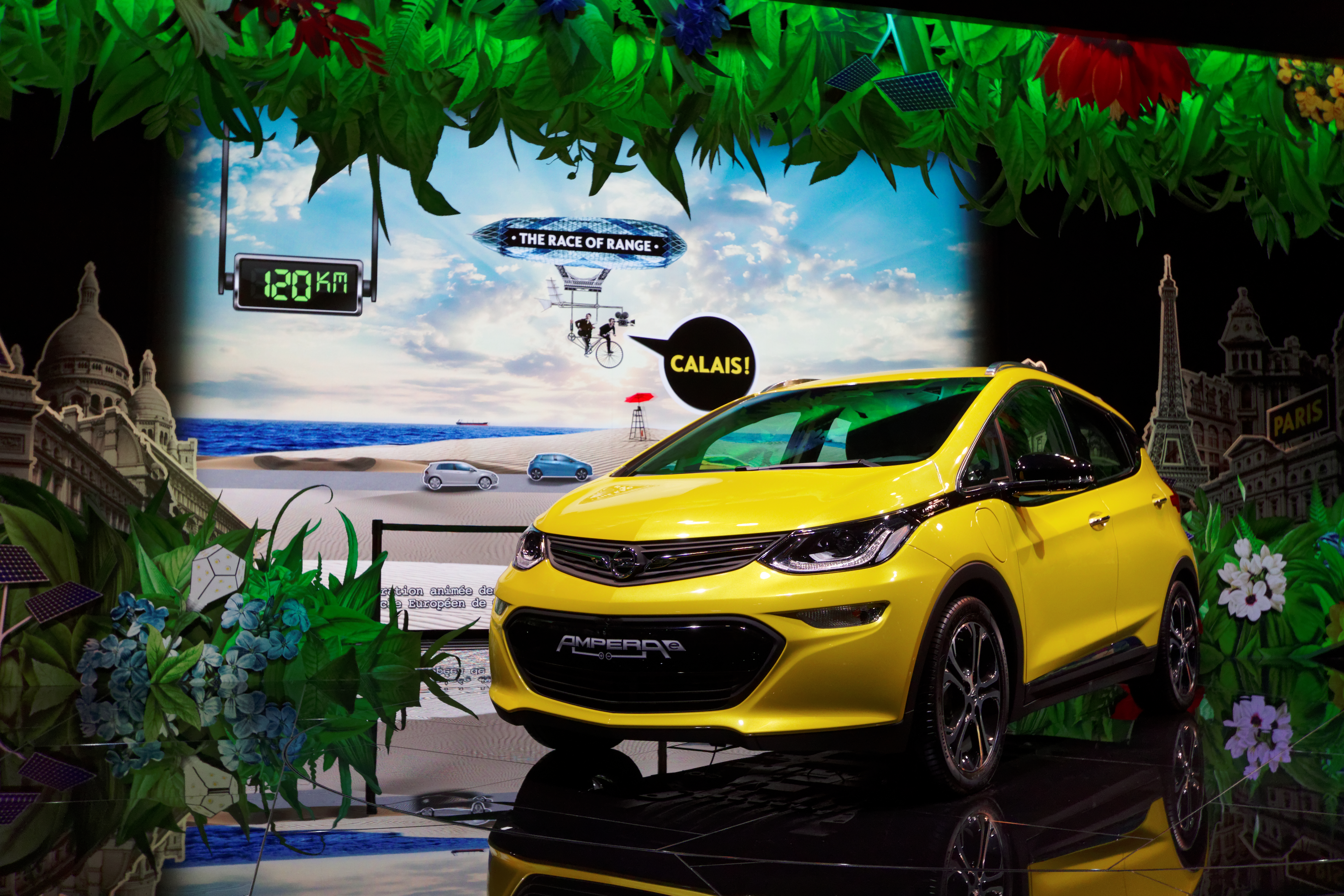
Elölnézetből
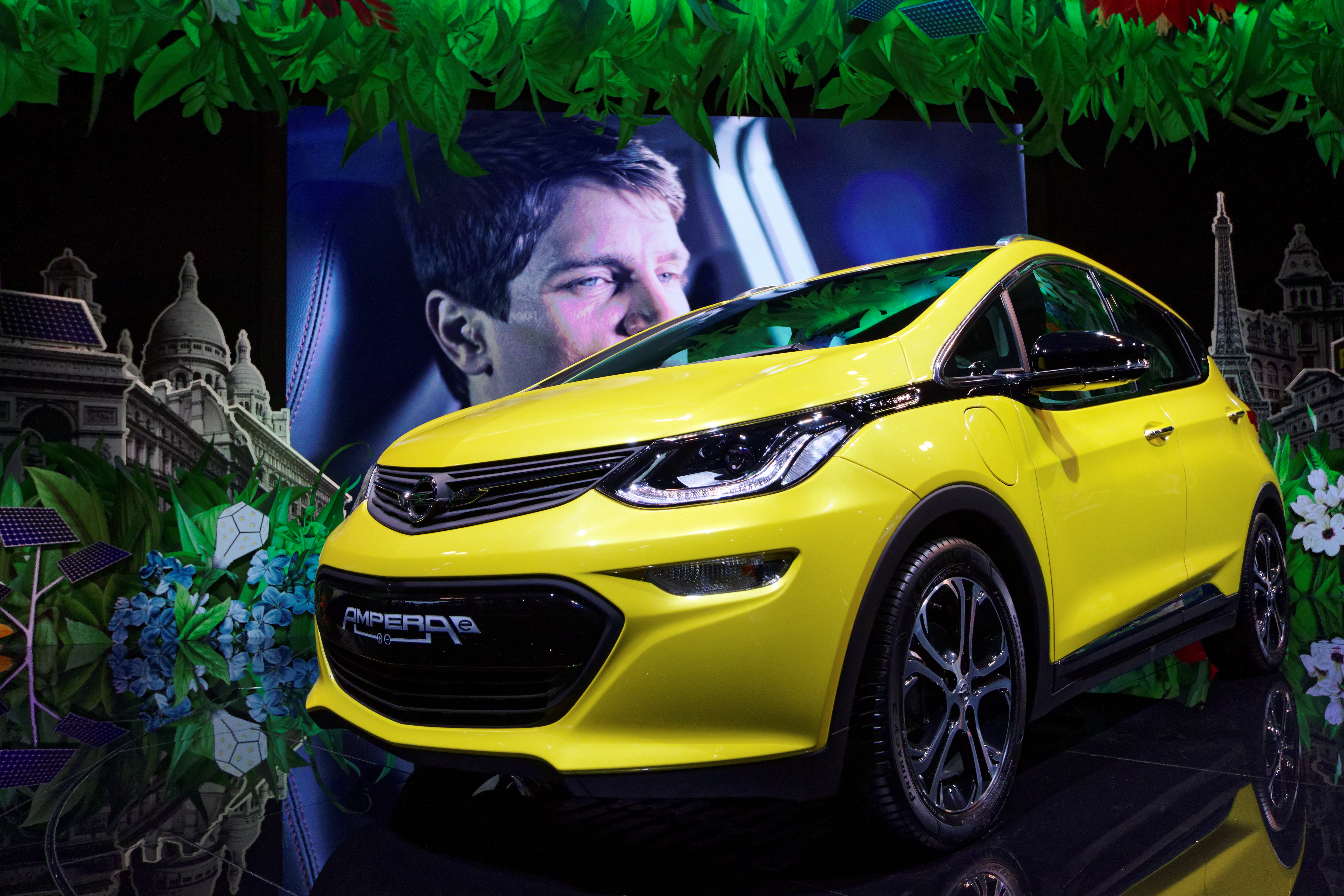
Elölnézetből
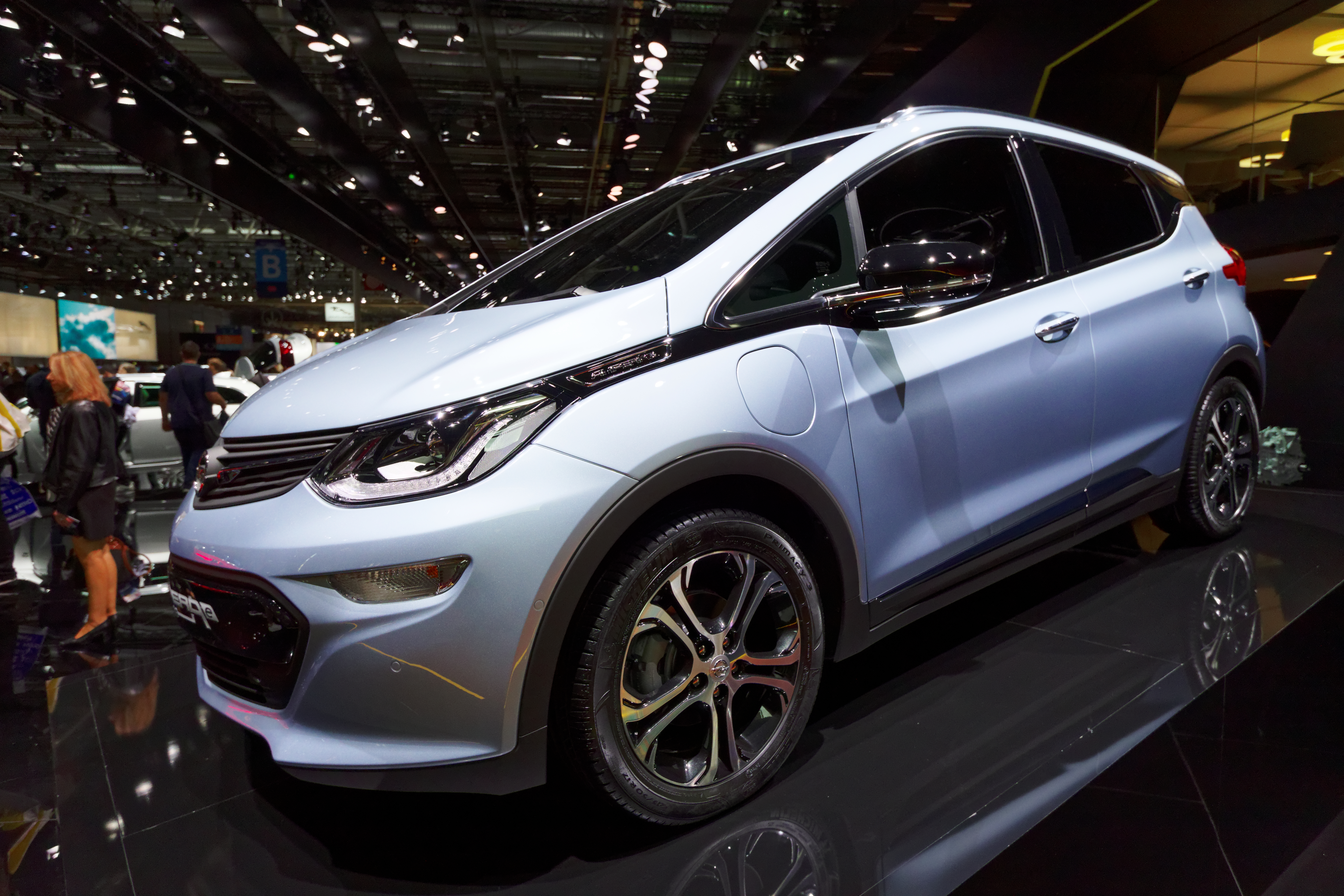
Elölnézetből
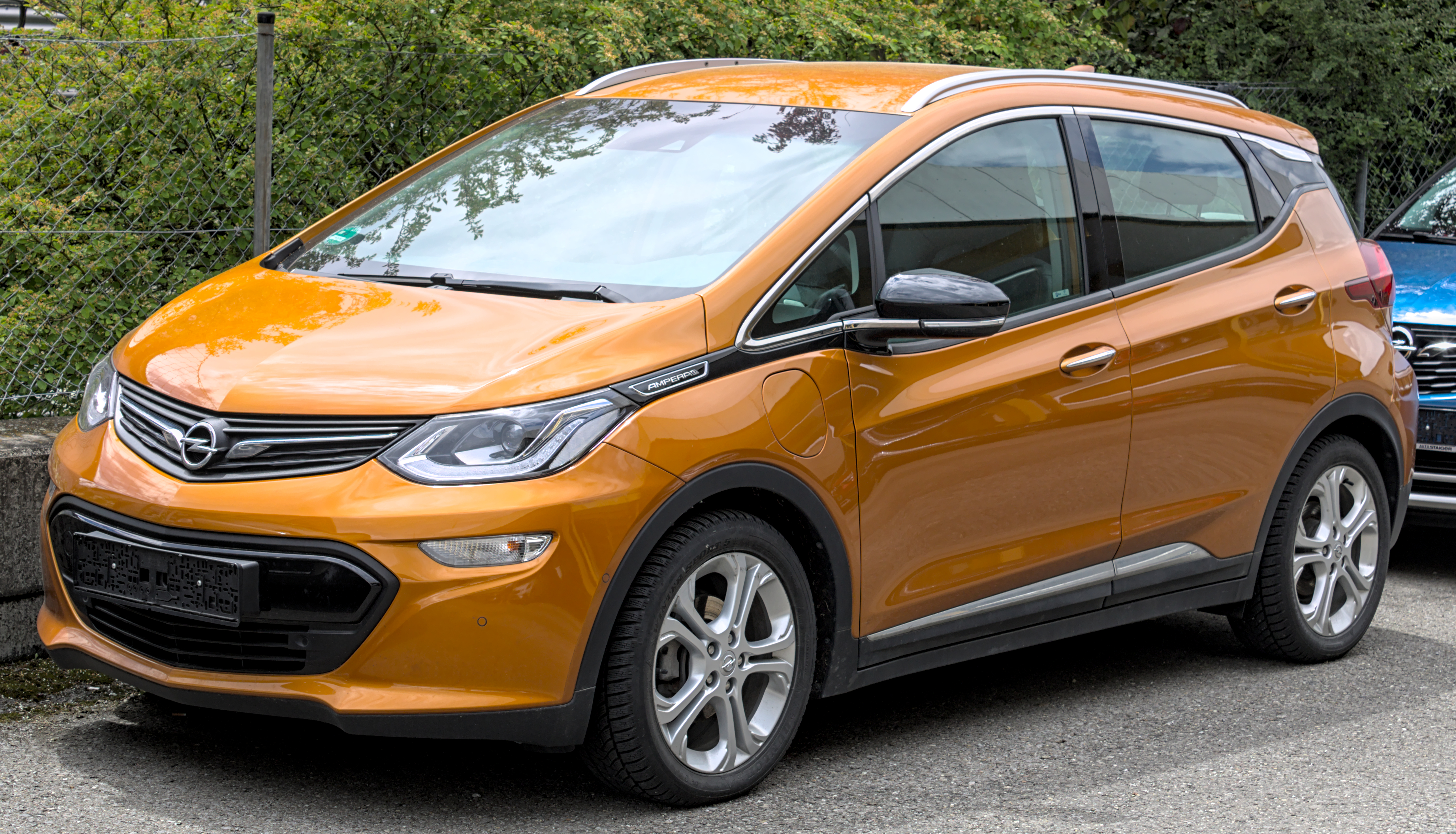
Elölnézetből
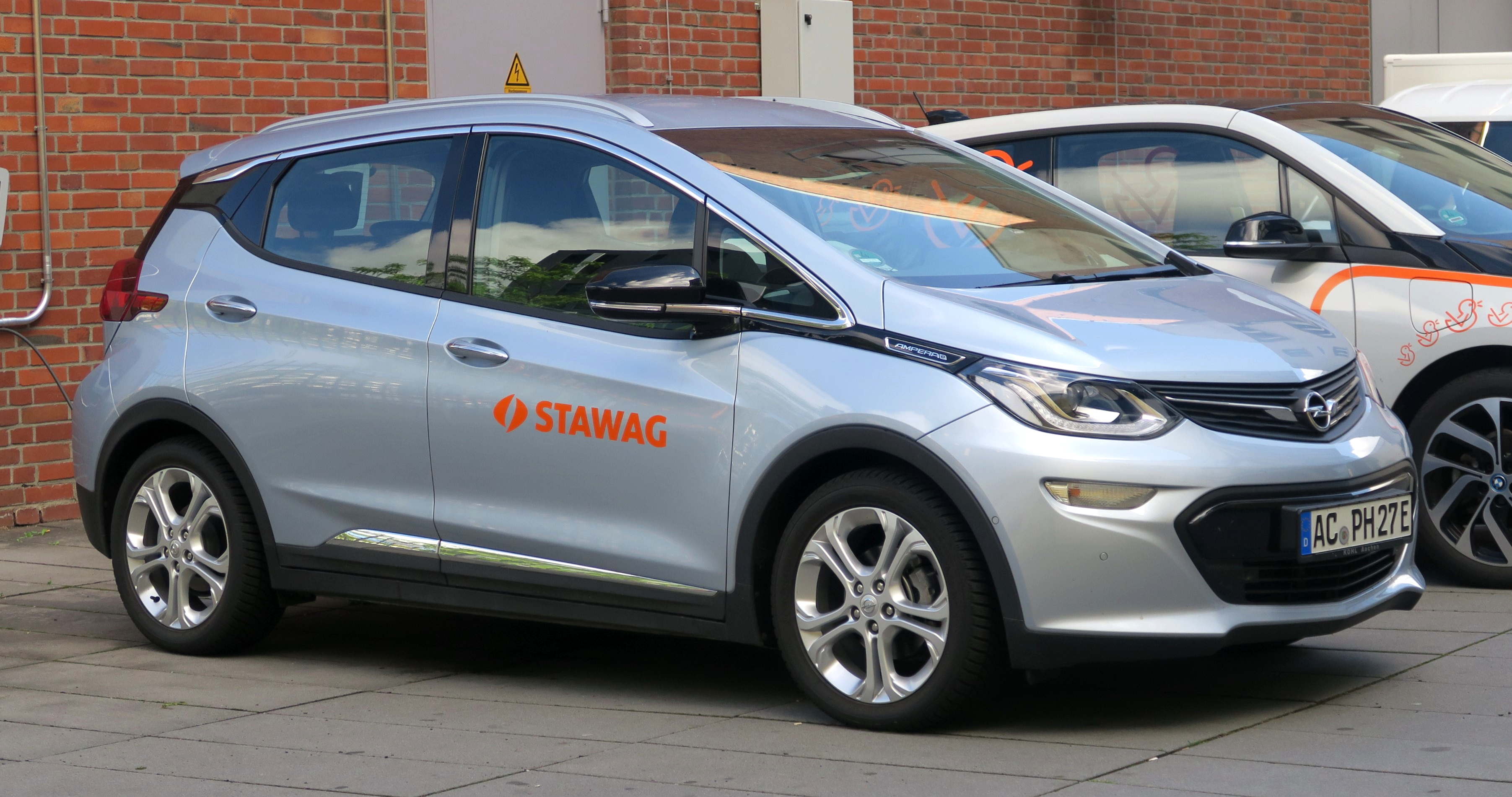
Elölnézetből
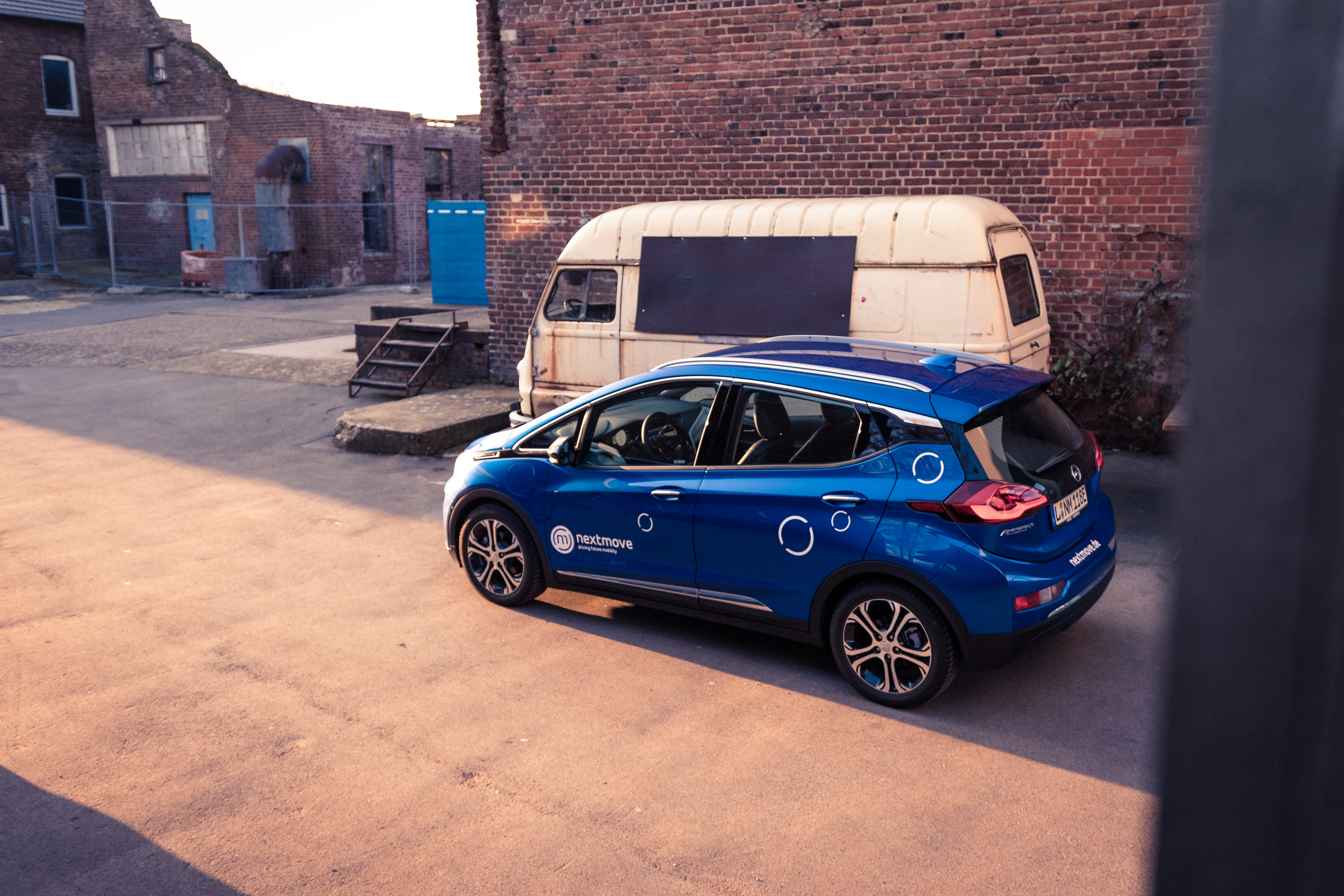
Hátulnézetből
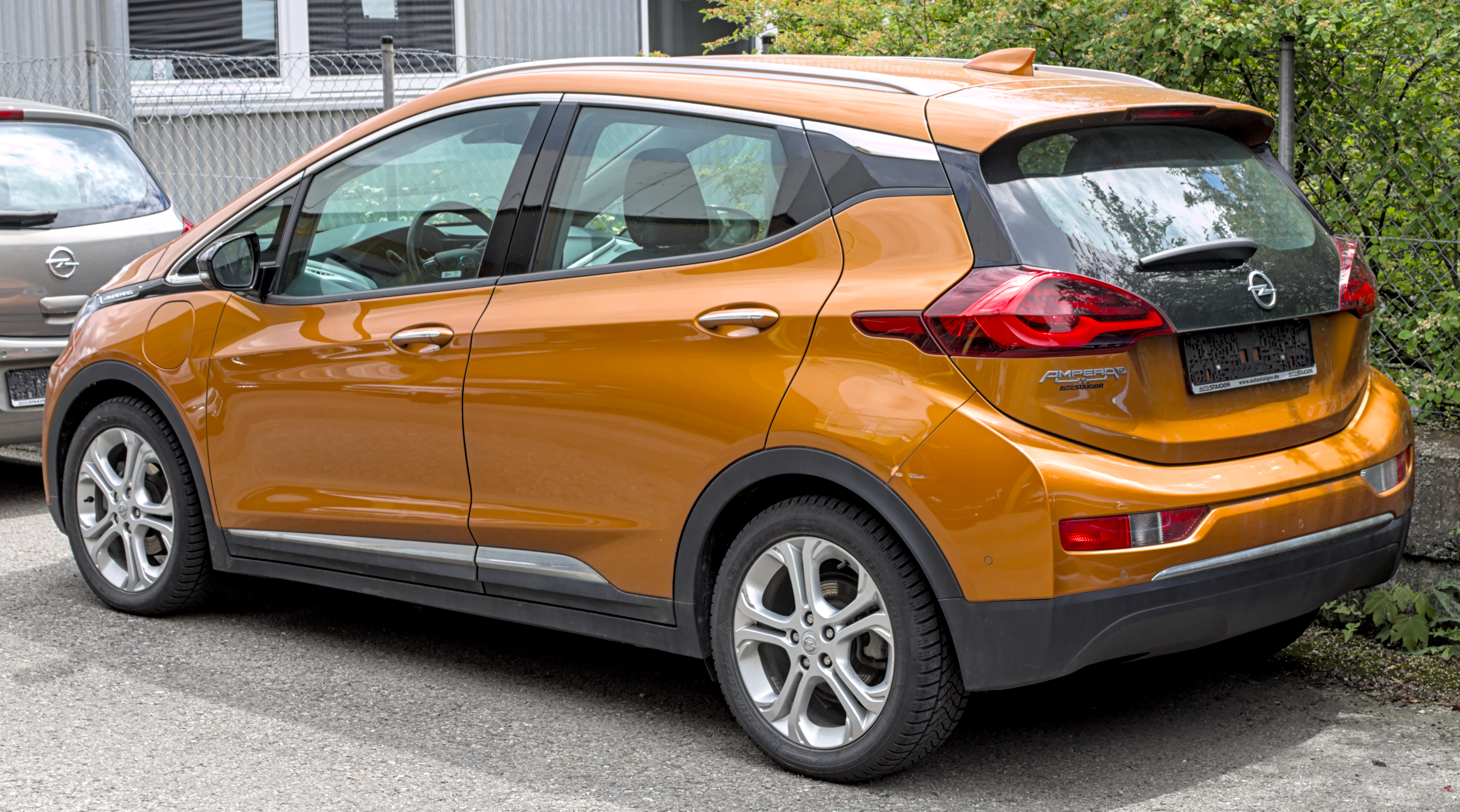
Hátulnézetből
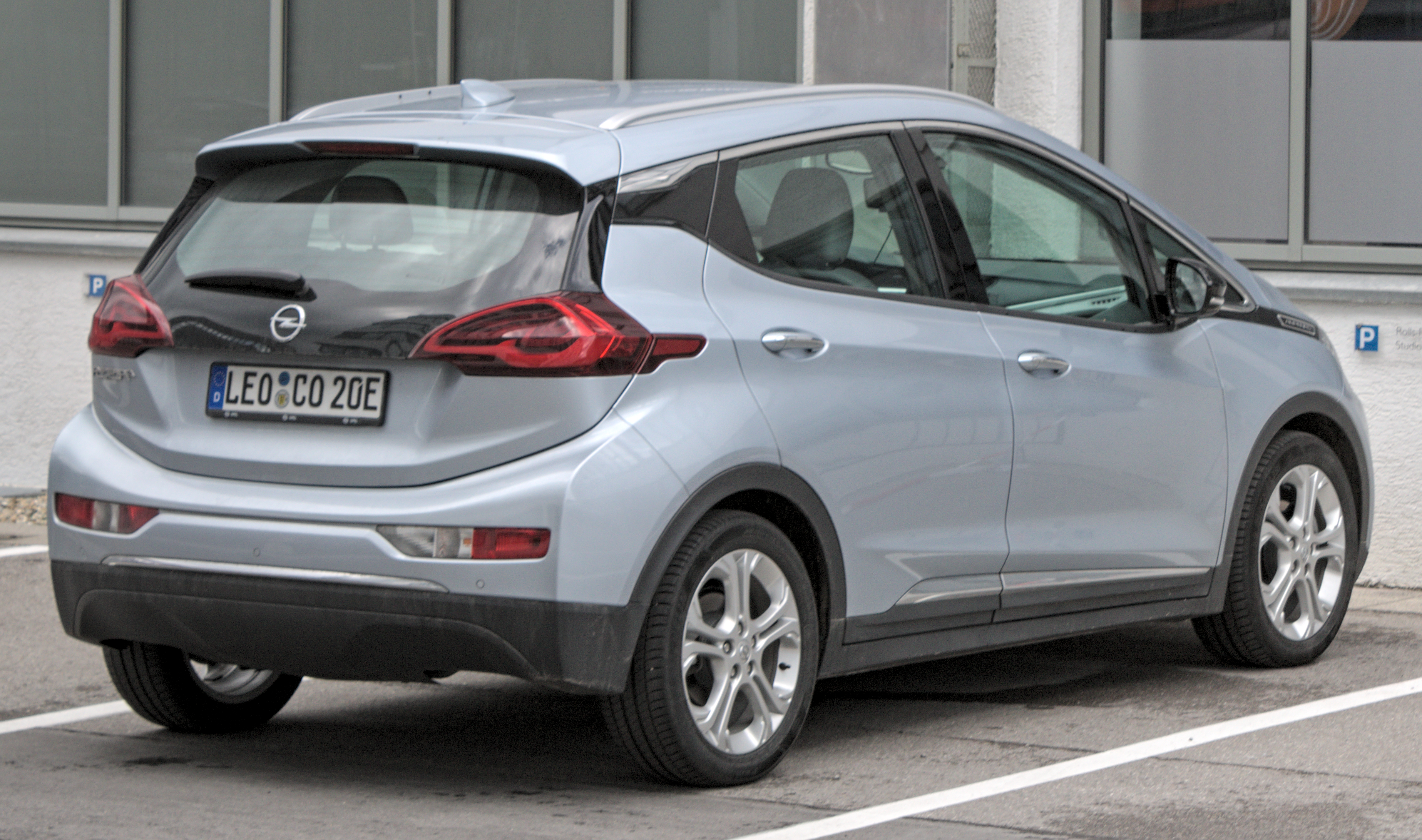
Hátulnézetből
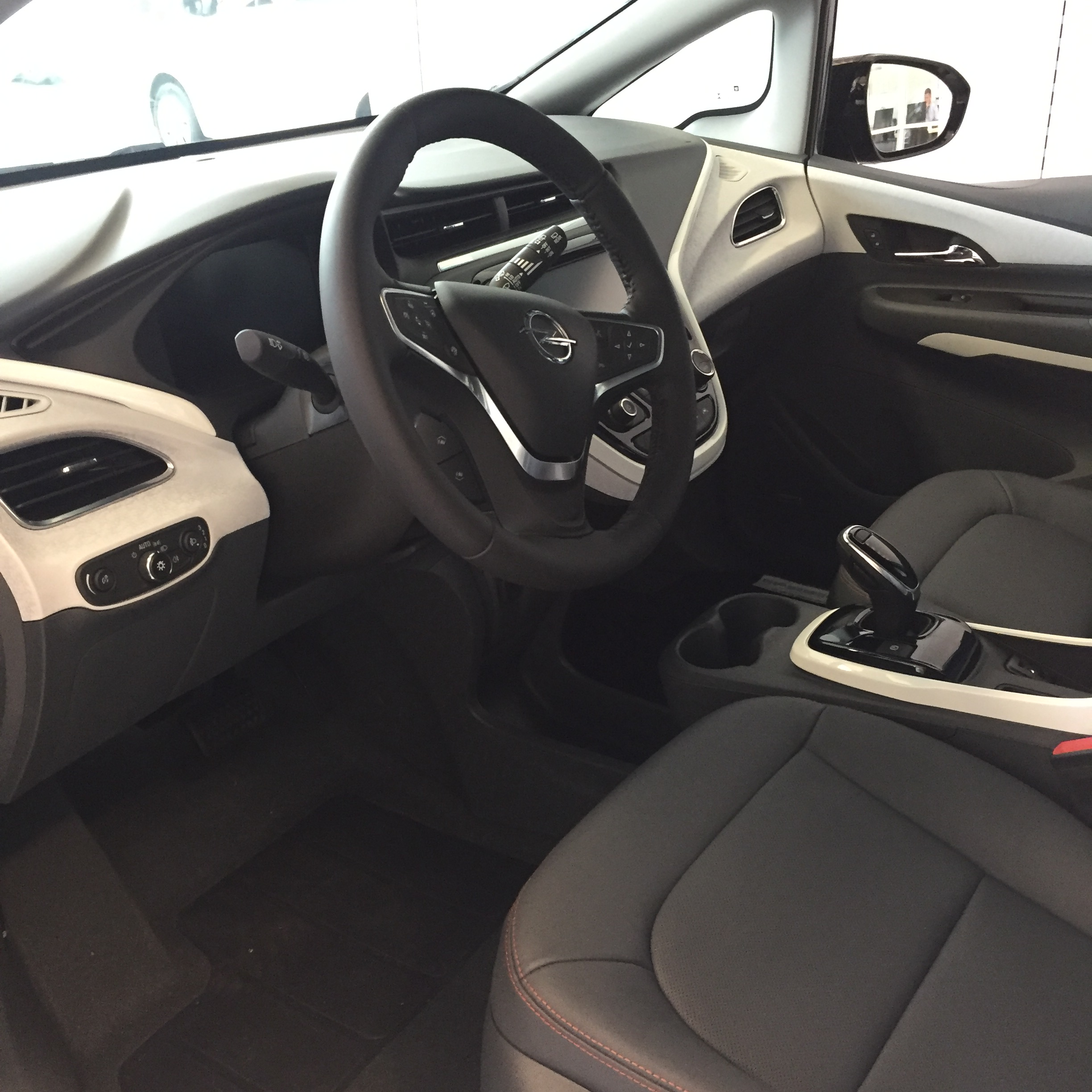
Az Opel Ampera-e belső tere

## Fordítás
Ez a szócikk részben vagy egészben  az   Opel Ampera-e című lengyel Wikipédia-szócikk ezen változatának fordításán alapul.  Az eredeti cikk szerkesztőit annak laptörténete sorolja fel. Ez a jelzés csupán a megfogalmazás eredetét és a szerzői jogokat jelzi, nem szolgál a cikkben szereplő információk forrásmegjelöléseként.